# Castell MacLellan

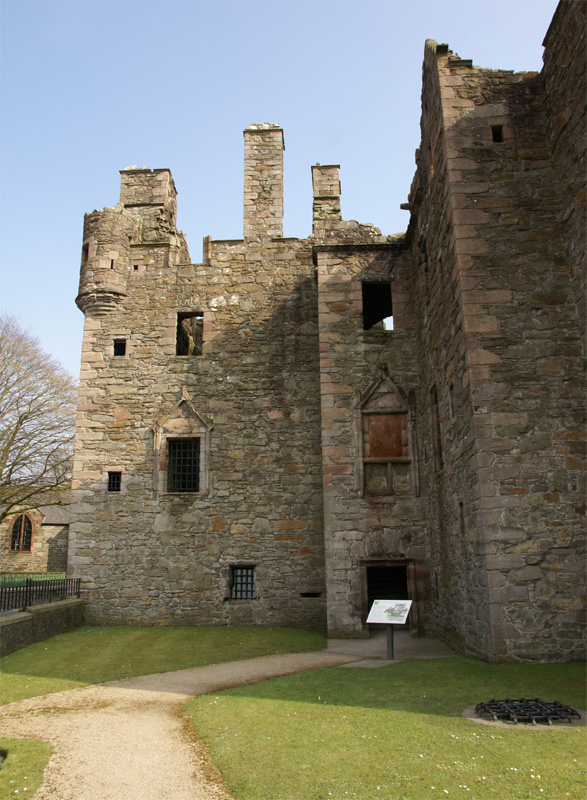
L'entrada principal protegida per les dues ales

El castell Maclellan, també conegut com el castell de Kirkcudbright, és una fortificació amb planta en forma de L en el consell de Dumfries and Galloway, al sud d'Escòcia.
Fou construït l'any 1582 per sir Thomas MacLellan en els terrenys de l'antic convent de Greyfriars que havia adquirit l'any 1569. Es troba en ruïnes des de 1752. Com a curiositat, la xemeneia del gran saló-menjador té incorporat un laird's lug, des d'on l'amo de la casa podria escoltar als seus convidats sense ser vist per aquests.